# Nijlpaarden
Nijlpaarden (Hippopotamidae) zijn een familie van de evenhoevigen en walvissen. 

## Beschrijving
Tegenwoordig zijn er nog slechts twee levende soorten, maar drie andere soorten hebben tot in het Holoceen op Madagaskar geleefd. Er zijn vrij veel fossielen gevonden, maar niet erg oud en de meeste behoren tot het geslacht Hippopotamus of Hexaprotodon. Er hebben vroeger ook nijlpaarden in Europa geleefd. Hippopotamus antiquus en Hippopotamus incognitus zijn beide bekend uit ongeveer heel Europa. Op sommige eilanden in de Middellandse Zee leefden in het Pleistoceen ook nijlpaarden. Hoewel nijlpaarden altijd tot de evenhoevigen (Artiodactyla) gerekend zijn, is uit DNA-onderzoek gebleken dat de walvissen vrij direct aan ze verwant zijn. De beide nog levende soorten zijn het dwergnijlpaard (Choeropsis liberiensis), dat in bepaalde delen van West-Afrika voorkomt, en het nijlpaard (Hippopotamus amphibius), dat in het grootste deel van Afrika voorkomt. De oudste fossielen zijn gevonden in Kenia en Tunesië in het midden- en laat-Mioceen; deze behoren tot het geslacht Kenyapotamus. Fossielen van moderne nijlpaarden zijn van het laat-Mioceen en het Plioceen bekend.

## Soorten
- Geslacht Choeropsis
  - Dwergnijlpaard (Choeropsis liberiensis)
- Geslacht Hippopotamus
  - Nijlpaard (Hippopotamus amphibius)
  - †(Hippopotamus antiquus)
  - †(Hippopotamus incognitus)
  - †(Hippopotamus creutzburgi) dwergnijlpaard van Kreta
  - †(Hippopotamus melitensis) dwergnijlpaard van Malta
  - †(Hippopotamus pentlandi) dwergnijlpaard van Sicilië
  - †Cyprusdwergnijlpaard (Hippopotamus minor) dwergnijlpaard van Cyprus
  - †(Hippopotamus lemerlei) uit Madagaskar
  - †(Hippopotamus madagascariensis) uit Madagaskar